# Grammitis
Grammitis es un género de helechos perteneciente a la familia  Polypodiaceae. Están descritas 482 especies de las que solo 93 han sido aceptadas hasta la fecha.

## Descripción
Son epífitas, raramente rupícolas o terrestres; con rizoma cortamente rastrero, decumbente o erecto, las escamas concoloras, brillantes, enteras (o con 1 o 2 células marginales cerca del ápice en G. limbata); filopodios ausentes; pecíolo presente o ausente; hojas simples, enteras, glabras, pelosas o setulosas, los márgenes esclerosados negros o pardos; hidatodos presentes o ausentes; nervaduras simples o 1-bifurcadas, libres; soros sobre un nérvulo corto acroscópico, redondeados o ligeramente alargados, generalmente inframedios y aglomerándose en la costa cuando maduros, sin parafisos; cápsulas esporangiales glabras.

## Distribución
Se encuentra en los Neotrópicos, África oriental, Madagascar, Islas Mascareñas, Samoa y Polinesia.

## Taxonomía
Grammitis fue descrito por Peter Olof Swartz y publicado en Journal für die Botanik 2: 3, 17. 1800[1801]. La especie tipo es: Grammitis marginella (Sw.) Sw. 

## Especies seleccionadas
A continuación se brinda un listado de las especies del género Grammitis aceptadas hasta junio de 2012, ordenadas alfabéticamente. Para cada una se indica el nombre binomial seguido del autor, abreviado según las convenciones y usos:
- Grammitis adspersa (Blume) Blume
- Grammitis albosetosa (F.M. Bailey) Parris
- Grammitis archboldii (C. Chr.) Copel.
- Grammitis asahinae (Ogata) H. Itô
- Grammitis azorica (H. Schaf.) H. Schaf.
- Grammitis barbatula (Baker) Copel.
- Grammitis basalis (Maxon ex C.V. Morton) Lellinger
- Grammitis blanchetii (C. Chr.) A.R. Sm.
- Grammitis blepharidea (Copel.) Stolze
- Grammitis bryophila (Maxon) F. Seym.
- Grammitis bufonis L.D. Gómez
- Grammitis carnosula (H. Christ) F. Seym.